# Valery Hiek
Valery Hiek (* 31. Oktober 1981 in Yaoundé) ist ein ehemaliger kamerunischer Fußballspieler.

## Karriere
Valery Hiek stand von 2002 bis 2007 bei Cercle Sportif de Yaounde in Yaoundé unter Vertrag. 2008 ging er nach Asien. Hier unterschrieb er in Singapur einen Vertrag bei Home United. Der Verein spielte in der ersten Liga, der S. League. 2009 wurde er zum Spieler des Jahres gewählt. Nach 94 Erstligaspielen wechselte er 2012 nach Thailand. Hier verpflichtete ihn Bangkok Glass. Der Verein aus Pathum Thani spielte in der ersten Liga, der Thai Premier League. Die Saison 2013 wurde er an den Ligakonkurrenten Chainat Hornbill FC ausgeliehen. Für den Klub aus Chainat absolvierte er 20 Erstligaspiele. Nach Vertragsende bei Bangkok Glass wurde er Anfang 2014 vom Chainat fest verpflichtet. 2014 stand er elfmal für Chainat in der ersten Liga auf dem Spielfeld. Der Drittligist Hua Hin City FC aus Hua Hin nahm ihn die Saison 2015 unter Vertrag. Nach Ende der Saison beendete er seine aktive Laufbahn als Fußballspieler.

## Erfolge
Home United
- Singapore Cup: 2011

## Auszeichnungen
S. League
- Spieler des Jahres: 2009